# Graphania virescens
Graphania virescens är en fjärilsart som beskrevs av Butler 1879. Graphania virescens ingår i släktet Graphania och familjen nattflyn. Inga underarter finns listade i Catalogue of Life.